# Euphorbia monocyathium
Euphorbia monocyathium — вид рослин із родини молочайних (Euphorbiaceae), зростає у центральній Азії.

## Опис
Це багаторічна трава висхідна або розпростерта, заввишки 6–15 см. Кореневище вертикальне, циліндричне, товщиною до 8 мм, вершина з густим скупченням старих і нових стебел. Стебла нерозгалужені, товщиною ≈ 2 мм, світло-червоні або червонуваті, голі. Листки сидячі, чергові, прилистки відсутні; пластини від еліптичної до яйцеподібно-еліптичної форми, голі, основа закруглена, край цілий, вершина загострена, 1–2.5 × 0.4–0.9(1.2) см.  Циатій поодинокий. Квітки жовті. Період цвітіння й плодоношення: липень — вересень. Коробочки 6–7 мм, яйцеподібні (незрілі), гладкі й голі.

## Поширення
Зростає у центральній Азії: Казахстан, Киргизстан, Таджикистан, Сіньцзян. Населяє схили, береги річок.